# Пишчеви записи 1951—1968.
Пишчеви записи 1951–1968. су заправо збирка одабраних дневничких записа Добрице Ћосића у овом временском периоду. Она почињу априла 1951. следећим речима: "Примио сам последњу службеничку плату у ЦК Комунистичке партије Србије. Тиме сам некако завршио своју политичку каријеру", а завршавају се крајем 1968. године, отприлике у време када је Ћосић дефинитивно раскрстио са Комунистичком партијом и идеологијом. Ћосић је још од раних педесетих година почео да губи поверење у комунистички режим, а како године пролазе све теже се мири са диктатуром. Кап која је прелила чашу је одбијање власти да призна прогон Срба на Косову и Метохији, тако да он својевољно прелази у опозицију. Ћосић кроз дневничка казивања описује један временски период из призме сопственог живота и односа са савременицима. Ова књига објављена је 2001. године. Њен директан наставак су Пишчеви записи 1969—1980.

## 1951.
Из ове године у књигу су уврштена три записа, и то из априла, маја и јуна. Ћосић верује да је завршио политичку каријеру и спрема се за да објави свој први роман „Пун месец“ (роман је изашао под називом "Далеко је сунце" и био је један од најпопуларнијих романа у Југославији). То је време и тензије у односима између Совјетског Савеза и Југославије, па се Ћосић пита како ће у случају рата пуцати на дојучерашње саборце. Такође Ћосић примећује осионост и бахатост комунистичких функционера: "Спољне карактеристике наше бирократије могу да се саберу у следеће ознаке и ствари: Дедиње. Аутомобил. Најлон чарапе. Ципеле „велебит“ пре слободне продаје. Дипломатски магацин. Лов. Јахање. Тенис. Премијере. Одлазак у сликарске атељее. Позивање великих сликара и глумаца на вечере. Интересовање за фудбал и уметност. Губљење индивидуалности".

## 1952.
Уврштени су само записи из октобра и новембра. Ћосић ради на својој новој књизи „Наследник"(изашла под називом "Корени"), али му рад омета обавеза да врши изборну агитацију по селима свог округа, где бележи незадовољство сељака.
У Загребу је од 2. до 7 новембра одржан Шести конгрес комуниста Југославије на коме је партија променила име у Савез комуниста. Ћосић је присуствовао као делегат. Он се том приликом присећа Петог конгреса Комунистичке партије Југославије, одржаног 1948. у сали гарде у Топчидеру, коме је такође присуствовао и признаје своје заблуде у вези са Стаљином.

## 1953.
Марта 1953. умро је Стаљин. Ћосић пише: "Има нечег нељудског и надљудског у нашој, југословенској радости због Стаљинове смрти. Та смрт ме уплашила својим значајем. Небо ми је данас било светло и дубоко, као да је раскрилило своје дубине да удахне душу човека који је у овом веку улогорио и убио највише људи".
Ћосић је одбио захтев Петра Стамболића да се кандидује за посланика, али на инсистирање ЦК прихвата и проводи октобар у предизборној агитацији, што га спречава у довршавању "Корена".

## 1954.
Почетком 1954. Милован Ђилас је политички ликвидиран из врха Савеза комуниста због његових чланака у часопису "Нова мисао", чији је и Ћосић био члан. Мома Марковић тражи од Ћосића да нападне Ђиласа у "Борби", али он одбија. Он се не слаже са Ђиласовим ставовима, али не жели да отворено напада свог пријатеља. Ћосића зато сумњиче као „ђиласовца“, па он пред, између осталих, Мошом Пијаде, Момом Марковићем, Петром Стамболићем и Милошем Минићем мора да брани своје ставове. Постаје видно разочаран у власт у Југославији: "Божица и ја смо гледали италијански филм Жандари и лопови. Просто ми се плакало кад сам се вратио кући. Зашто да у мојој земљи има мање слободе но у буржоаској Италији? Зашто да у мојој земљи нема смеха, комедије, сатире, вица, карикатура? А Пјеру Крижанићу власт је дала највеће признање! Како је циничан тај јубилеј карикатуристе у земљи у којој не може да црта своје карикатуре! А власт му дају орден за карикатуру!"
Ћосић сумња да га прати полиција: "Ја живим под сумњом да сам ђиласовац. Стално морам да доказујем да то нисам. Према мени се политички тактизира, јер верују да сам талентован писац и да ме треба спасити за књижевност. Умориле су ме сумње. Неподношљиво је бити сумњив у својој земљи и бити под присмотром полиције. Петар Стамболић ми говори да су моја осећања да ме Удба прати неоправдана. Нисам убеђен."
4. маја 1954. постао је отац: "Божица је родила ћерку. Радујем се што имам женско дете. Имаћу у кући још једну љубав."
Савез књижевника Југославије одредио је Марина Франичевића и Добрицу Ћосића да као његови делегати присуствују Другом конгресу Савеза совјетских писаца у Москви. Ћосић о својим утисцима из Совјетског Савеза и са Конгреса опширно пише. У Москви је упознао и кратко разговарао са чувеним нобеловцем Михаилом Шолоховим.

## 1955.
Августа месеца Мијалко Тодоровић је посетио Оскара Давича и Добрицу Ћосића у Ровињу и позвао их у посету Брионима, где су провели два сата у разговору са Титом и Ранковићем. Тито је на Добрицу оставио позитиван утисак, али запис о сусрету са њим се завршава речима „Осећам да нас писце Тито не воли много. Не замерам му..."
У септембру провео је недељу дана обилазећи индустријске објекте у Западној Србији.
Почиње да му све више смета полицијска контрола која се над њим спроводи од пада Милована Ђиласа: "Удбовци говоре да сам „банда“ и да ме прате; дуго се мисле кад ми дају пасош за иностранство. Чак су одредили човека који треба специјално мноме да се бави“. На то се жалио Петру Стамболићу, секретару ЦК СК Србије, и чак му је рекао да ће вратити партијску књижицу и посланичку легитимацију ако га и даље буду третирали „као непријатеља“. Стамболић је покушао да га разувери, али је Ћосић остао убеђен да га Удба прати, па је отишао код Моше Пијаде, председника Савезне скупштине, који му је поверовао и заказао састанак са Александром Ранковићем, потпредседником Савезне владе и министра унутрашњих послова. Ранковић је обећао да ће проверити и да ће га обавестити. После петнаестак дана, позван је да дође у Ранковићев кабинет, где му је Ранковић рекао: "Испитао сам твој случај. Истина је да те је Удба пратила и контролисала. Спремали су ти опасну намештаљку. Око Леонова и неке твоје везе у Трсту. Добро је што си дошао на време, да пресечем ту свињарију. Наредио сам да се формира дисциплинска комисија. Начелник тог одељења је смењен. Тројица су дисциплински кажњена, један је истеран из Удбе. Иначе, двојица су твоји ратни другови. А ко би ти други радио о глави, него твоји? Та ствар је свршена. Живи слободно. Ако нешто приметиш, обавести ме." Ћосић запис о овом случају завршава слтњама које су се у наступајућим годинама обистиниле: "Записујем овај догађај због неверице да ће ме Удба оставити да живим слободно. Они кажњени наћи ће могућност да ми се освете..."
Током 1955. наставио је рад на роману „Нож“ (који је касније изашао под именом "Деобе").

## 1956.
28. септембра код Добрице Ћосића је ручао познати руски писац Леонид Леонов, који је на њега оставио снажан утисак.
Октобар и новембар су донели догађај који је касније, по пишчевим речима, значајно утицао на његов живот. Наиме, да би га „рехабилитовао“ после проблема које је имао са Удбом, Ранковић се сагласио са предлогом Савеза писаца Југославије да Ћосић оде у Будимпешту 23. октобра, на састанак уредника књижевних часописа социјалистичких земаља. Док је боравио у Будимпешти се одиграла антистаљинистичка и национална револуција, којој је он био сведок. Истог дана по повратку у Београд Коча Поповић, Едвард Кардељ и Петар Стамболић су му дали задатак да састави политички извештај о догађајима у Мађарској.(У напомени дописаној 1998. године Ћосић објашњава како је овај политички извештај утицао на његов будући живот. Наиме, 1961. од Тита је сазнао да је тај извештај био намењен њему за разговор за Хрушчовом и Булгањином, који су сутрадан по Ћосићевом повратку у Београд дошли на Брионе, да Титу разјасне своје разлоге за интервенцију Црвене армије у Мађарској и добију његову сагласност и подршку. Ћосићева оцена догађаја ујутру је пренета авионом на Брионе Титу, сат времена пре доласка Хрушчова и Булгањина. Тито је Ћосићу 1961. испричао да му је Хрушчов рекао: "У Будимпешти, ваш писац Добрица Ћосић, с разулареном фашистичком бандом игра коло на гробовима совјетских хероја". Никита Хрушчов је тај извештај о Добричиној „сарадњи са фашистима“ примио од тадашњег совјетског амбасадора у Мађарској Јурија Андропова, с којим ће Ћосић разговарати у Москви 1964. Андропов, потоњи шеф КГБ-а, генерални секретар Комунистичке партије Совјетског Савеза и premijer председник совјетске Владе, у данима Добричиног прогона седамдесетих година, послао му је поруку преко совјетског дипломате да му се из Титове околине прети ликвидацијом. Уз ту поруку издиктирани су му и савети како треба да се чува. У сваком случају, Тито је 1961. рекао Ћосићу да је из његовог политичког извештаја о догађајима у Мађарској закључио да је он „писац који уме политички да мисли“, па га је јануара 1957. предложио за члана Комисије за израду Програма Савеза комуниста Југославије, а како Ћосић каже рад у Комисији га је попео на брод Галеб 1961)
Касније је саставио књижицу "Седам дана у Будимпешти", која је излазила и као свакодневни фељтон у Борби.

## 1957.
17. јануара убијен је Ћосићев брат Рада.
Ћосић, као члан Комисије за израду Програма Савеза комуниста Југославије, пише одељак о култури, науци и уметности и закључни део Програма.
У мају Добрица и његова жена проводе 10 дана у истом хотелу са Мирославом Крлежом и његовом супругом, где њих двојица воде честе и свеобухватне разговоре. 22. јула Ћосић присуствује прослави оснивања Расинског партизанског одреда, чији је и сам био припадник. Крајем септембра борави у Жупи и на Копаонику, где се одржавају избори за општинске и среске одборе.

## 1958.
Рад на Програму СКЈ и заседања Савезне скупштине спречавају Ћосића да се посвети писању свог новог романа „Легенда о ножу"(објављен под називом "Деобе"). Од 22. до 27. априла одржан је Конгрес Савеза комуниста Југославије у Љубљани, којим је Ћосић разочаран. Одбија да уђе у ЦК СКЈ „из уверења да треба да буде само писац“. Он такође губи веру у Тита: "Он сматра себе позваним и компетентним за све на овој земаљској кугли и под овим сунцем. Величанствена и стравична личност! У опасности, у угрожености земље, у свим нападима на Југославију, Титова моћ расте. Он, као и сви богови, расте од страха потчињених.". Примећује и словеначки сепаратизам: "Овај Конгрес је моје значајно сазнање Словеније. У Словенији је до критичних, до врло критичних размера развијен сепаратизам. Сви одреда изражавају презир према ФНРЈ, према Србији..."

## 1959.
16. јануара Едвард Кардељ са супругом био је гост на вечери код Добрице Ћосића. Он је изразито незадовољан Кардељевим ставом о писцима и слободи уметности.
Ћосић, бавећи се среским посланичким пословима, проводи неколико дана у Брусу, Александровцу, Жупи и на Копаонику. Он бележи: "Разболели су ме беда и немаштина и моја немоћ да народу било чиме помогнем, сем говорењем неких неутешних истина и полуистина. Стидео сам се пред собом због живота који водим;због стандарда, хране одеће; због Анине дечје безбрижности, осећао сам грех и кривицу пред децом Копаоника и Жељина. Због Божицине елеганције и услова живљења, осећао сам кривицу гледајући сељанке по копаоничким и жупским селима. Некаква општа безнадежност ме обузела: ништа битно нисмо измени у животу ове сељачке сиротиње због које сам ја постао комунист". Све је разочаранији у Тита: "Како се то догодило да је партизански војсковођа и победник над Хитлером и Мусолинијем толико попримио Мусолинијев стил владавине? Сада му се праве две велике виле, бар колико ја знам, једна на Бледу, друга, са базеном, на Дедињу. А он држи ватрене говоре о штедњи, критикује раскошну градњу станова, он с пута на коме га прате три ратна брода и хиљаду људи поручује у новогодишњој честитци о штедњи! Он држи говоре о скромности! Хипокризија и безобразлук!".
У августу Добрица проводи неколико дана са Лазаром Колишевским, путујући по Македонији.
На пленуму Централног комитета Савеза комуниста Србије, Ћосић је једини који се противи кажњавању писаца Ериха Коша, Танасија Младеновића, Чедомира Миндеровића, Предрага Палавестре и Младена Ољаче.

## 1960.
Из ове године уврштена су само три записа. Ћосић је између осталог присуствовао Скупштини Удружења књижевника Србије и Конгресу Социјалистичког савеза радног народа Југославије.

## 1961.
Почетком године излази роман "Деобе". Од хонорара за тај роман, са супругом Божицом, путује у Париз и Венецију.
Од 14. фебруара до 26. априла био је сапутник председнику Југославије Јосипу Брозу Титу на броду "Галеб" којим су обилазили афричке земље. Ћосић детаљно описује тај пут као и своје разговоре са Титом, пре свега о политичким питањима: Совјетском Савезу, Стаљину, Хрушчову, Првом и Другом светском рату...
Крајем 1961. и почетком 1962. године Ћосић са Словенцем Душаном Пирјевцем води прву јавну полемику о националном питању у Југославији. Записе о овоме је 80их година полиција украла из Ћосићеве радне собе, па читалац о овој полемици сазнаје из накнадне напомене аутора из 1998.

## 1962.
Ћосић присуствује конгресу Народне омладине Србије, а касније и пријему за омладину који је приредио Председник Централног комитета Савеза комуниста Србије Јован Веселинов, где води разговор са Едвардом Кардељом о будућем устројству Југославије, о чему Кардељ и Ћосић имају дијаметрално супротстављена мишљења.
Петар Стамболић и Риста Антуновић саветују Ћосића да престане да се бави јавном активношћу, јер чланови ЦК у њему виде опозиционара. Он пише: „Садашњем политичком руководству наше земље одговарају само лојалност и полтронство. Они воле покорне и дисциплиноване интелектуалце; они подносе само оне над којима се осећају надмоћним."

## 1963.
Априла месеца, Ћосић, после радног времена, у канцеларији Слободана Пенезића Крцуна, председника Извршног већа Србије, у пријатељској атмосфери, уз алкохол, води разговор са Фадиљом Хоџом, председником Извршног већа Косова и Метохије: „Признај ми, Фадиље, да ви Албанци имате овакав план: остаћете у Југославији док се не индустријализујете, урбанизујете и просветите, па ћете онда, као напредан и демократски север, да ослободите и уједините заостали и недемократски југ - Албанију. Ви се сада спремате да Косово претворите у Пијемонт велике Албаније и остварите циљ Призренске лиге... Фадиљ Хоџа је скочио са фотоље, загрлио ме и рекао: Геџо, брате, како ти нас добро разумеш“.
22. маја умро је Добричин отац Жика.

## 1964.
Ћосић је на Осмом конгресу СКЈ био изабран у комисију која је израдла програмску декларацију Конгреса. У паузи рада комисије, за ручком, хрватски писац Мирослав Крлежа и Добрица су се сукобили око улоге домобрана у Другом светском рату и око броја српских жртава у логору Јасеновац. Крлежа је тврдио да је тај број између четрдесет и шездесет хиљада. То је био последњи раговор два писца. Овај догађај Ћосић је записао по сећању 1998. године, јер му је свеску са тим записом украла Доланчева полиција.

## 1965.
Ћосићу је Тито, на тајном састанку, рекао да му смета политички сукоб и фракције Александра Ранковића и Едварда Кардеља, и понудио му функцију председника Савеза комуниста Србије, с тим да би Мирослав Крлежа постао директор "Борбе". Он је то одбио, на Титово разочарање и љутњу. Касније га је, 2. јануара 1966. године, Александар Ранковић позвао на излет, на коме му је рекао да су неспоразуми између Тита и њега (Ранковића) превазиђени. Ове догађај Ћосић је записао по сећању 1998. године, јер му је свеску са тим записом украла Доланчева полиција 1983.

## 1966.
Почетком године борави у Загребу и Карловцу, а по повратку бележи: "Антисрпско расположење расте свуда".
Тито га опет позива и жали му се да је "Србија против њега" и да је српско руководство окренуло Партију против њега. Ћосић му тврди та то није истина и предлаже му да се у то сам увери обиласком Шумадије и Поморавља, што је Тито прихватио и касније урадио. Тито инсистира на чешћим сусретима са Ћосићем, јер цени његову "отвореност, искреност и храброст у виђењу и приказивању стања и прилика".
У Централном комитету Србије, 27. јуна, Ћосић се успротивио политичкој ликвидацији Александра Ранковића. Та седница је нагло прекинута и он је позван на код Петра Стамболића, где су он, Милентије Поповић, Мијалко Тодоровић и Коча Поповић безуспешно покушали да га убеде да је на "погрешном путу". Ћосић је одмах написао писмо Титу у коме му саопштава да сматра су оптужбе на рачун Ранковића неистините. Он се са својим пријатељима Антонијем Исаковићем и Оскаром Давичом договорио да се супротставе политичкој ликвидацији Ранковића, Исаковић и Ћосић на седници ЦК СК Србије, а Давичо на седници ЦК СК Југославије, чији је био члан. Исаковић и Ћосић су испунили свој део договора, Давичо није: ћутао је. То је уједно био и крај пријатељства Ћосића и Давича. Полиција поново почиње да прати Ћосића, а прислушкују му се и стан, телефон, па чак и ауто.
Пленуму ЦК Савеза комуниста Србије одржан је 15. септембра. Ћосић пише: "Јуче је Србија, њено политичко руководство, Косово и Метохију политички предало Албанији. А ја сам, посрамљен, ћутао и дизао руку за одлуке Извршног комитета ЦК СК Србије у којима је осуђена антипартијска, завереничка група Ранковић - Стефановић, а њени припадници Војкан Лукић и Срба Савић искључени из Савеза комуниста. Издао сам себе. Јутрос Божици и Ани први пут у животу нисам био частан, храбар, достојанствен муж и отац."
Овде су уврштени и делови Ранковићевих разговора са Ћосићем, које су њих двојица водили после пада Ранковића, а који се тичу његовог пада и односа са Титом.
У октобру је изашла Ћосићева књига "Бајка".

## 1967.
Ћосић проводи 20ак дана у Риму.
Ради на роману „Рат“ (изашао под називом "Време смрти"), а уједно зида и викендицу у Гроцкој, у којој се бави књижевним радом.
30. октобра у Лесковцу учествује на скупу посвећеном теми „Културна политика и путеви развоја и култури“. Тај скуп је од стране ЦК СК Србије окарактерисан као „идеолошки скандал“, јер се на њему критички причало о стању у култури, самоуправљању, демократизацији и оспоравани су резултати привредне и друштвене реформе. Добривоје Радосављевић Боби, председник ЦК СК Србије, и Стеван Дороњски, секретар Извршног комитета ЦК СК Србије позивају Ћосића на "идеолошки разговор", који је заправо било његово саслушање о актуелним политичким питањима, како би ЦК заузео став и њему.

## 1968.
На православни Божић Ћосића на разговор позивају Петар Стамболић и Стеван Дороњски да би покушали да га убеде да је његова јавна активност у сукобу са ставовима Партије. Образована је комисија која проучава његове јавне наступе и публицистичке текстове последњих година, у саставу: Латинка Перовић, Александар Бакочевић и Вукашин Стамболић.
29. маја, на пленуму ЦК СК Србије, Ћосић је говорио о националној политици Савеза комуниста на Косову и Метохији и о прогону Срба са Косова. Подржао га је једино историчар Јован Марјановић. Пленум је осудио њихове ставове, с тим да је против те осуде гласао једино Раја Недељковић. У јуну Ћосића власт оптужује да стоји иза побуне студената, иако се он све време налазио у својој викендици у Гроцкој. Милентије Поповић га у Борби напада као „великосрпског националисту и шовинисту”.
27. јуна пишчева супруга Божица налази прислушни уређај у његовој радној соби. 2. јуна прима га је Ђурица Јојкић, председник Извршног већа Србије, који му тврди да га службе безбедности не прислушкују. 17. јула примају га Петар Стамболић и Стеван Дороњски и обећавају да ће се цео случај испитати и да ће се кривци сазнати. 29. јула истражни судија, јавни тужилац и вештак, уз присуство фотографа и Ћосићевог адвоката Слободана Суботића, врше увиђај у Ћосићевој кући у Гроцкој, где је прислушни уређај пронађен. 
У августу Меша Селимовић, у Сарајеву, угошћује Добрицу и његову супругу Божицу, што Ћосић види као храбар потез, с обзиром на његове скорашње сукобе са Партијом. Неколико дана касније, Иво Андрић по први пут вечера код Ћосића, који у својим записима доноси импресије о нобеловцу после њиховог петочасовног разговора. 
18. септембра, Добрица се опет састаје са Дороњским и Стамболићем, који и даље тврде да држава не стоји иза његовог прислушкивања, а Стамболић му чак и прети да ће се, уколико објави цео случај, Партија обрачунати са њим, на шта Добрица одговара да је спреман на такве консеквенце и да ће ипак објавити случај. После састанка он записује: "У овој земљи прљавије владавине није било од ове брионске апсолутистичке монархије". 28. новембра у Приштини, Подујеву, Урошевцу, Гњилану и другим местима Косова и Метохије избијају масовне антијугословенске, великоалбанске, шовинистичке демонстрације, на којима се спаљују Ћосићеве књиге, а захтевају „Косово република“ и отцепљење од Југославије.
Ћосић наставља да пише „Рат“ (роман је изашао под називом "Време смрти").